# Trưởng lão bộ
Trưởng lão bộ (tiếng Phạn: स्थविरवाद, sthaviravāda，tiếng Pali: theravāda，tiếng Tạng: Neten depa, chữ Hán: 上座部）là một trong hai bộ phái Phật giáo đầu tiên của Phật giáo sơ kỳ. Bộ phái này gồm những tăng sĩ có tư tưởng bảo thủ, muốn duy trì nguyên vẹn những giới luật hình thành từ thời Phật tại thế, vì vậy sau Đại hội kết tập kinh điển Phật giáo lần thứ hai đã tách khỏi tăng-già nguyên thủy với đa số là tăng sĩ có quan điểm cấp tiến.

## Hình thành
Hầu hết các tài liệu đều cho rằng Trưởng lão bộ được hình thành từ sau Đại hội kết tập lần thứ hai. Tuy lý do để triệu tập của Đại hội kết tập lần thứ hai là khá khó hiểu và mơ hồ, nhưng các học giả đều thống nhất kết quả của nó là sự chia rẽ đầu tiên trong Tăng đoàn, hình thành nên Trưởng lão bộ và Đại chúng bộ (Mahāsāṃghika).
Nguyên nhân của sự chia rẽ này vẫn chưa được các học giả thống nhất. Theo truyền thống của Theravāda, dẫn theo Đại sự (Mahāvastu), nguyên nhân gây chia rẽ là sự tranh chấp về Mười điều phi Pháp (Dasavatthūni) do tăng chúng xứ Bạt-kỳ (Vajji) đề xuất. Một thuyết khác cũng phổ biến khác, nguyên nhân chia rẽ tăng đoàn là từ mâu thuẫn của 5 luận điểm (pañcavastu) về A-la-hán do Đại Thiên (Mahādeva) đề xuất. Các nhà nghiên cứu hiện đại như André Bareau, Paul Demiéville, Nalinaksha Dutt... đều thiên về một trong hai thuyết chính trên, nhưng tất cả đều thống nhất quan điểm bản chất sự chia rẽ liên quan đến giới luật (vinaya).

## Phân chia thành các bộ phái nhỏ
Sự bất đồng về giới luật tiếp tục là nguyên nhân của các sự chia rẽ tiếp theo đó ở cả Trưởng lão bộ (Sthaviravāda) và Đại chúng bộ (Mahāsāṃghika). Trưởng lão bộ sau đó phân chia thành các bộ phái nhỏ hơn, tuy nhiên số lượng, tên gọi và hệ truyền thừa của các bộ phái về sau ghi nhận không thống nhất. Khái quát sự khác biệt này theo hai nhánh Nam tông và Bắc tông như sau:
| Bảng đối chiếu phân tách bộ phái | Bảng đối chiếu phân tách bộ phái |
| Truyền thống Nam tông | Truyền thống Bắc tông |
| --- | --- |
| | |
| Trưởng lão bộ (Sthaviravāda） | |
| - Phân biệt thuyết bộ（Vibhajjavāda） - Thượng tọa bộ（Theravāda） - Hóa Địa bộ（Mahīśāsaka） - Pháp Tạng bộ（Dharmaguptaka） - Nhất thiết hữu bộ（Sarvāstivāda） - Ẩm Quang bộ（Kāśyapīya） - Thuyết chuyển bộ（Sankrantika） - Thuyết kinh bộ（Sautrāntika) - Độc Tử bộ（Vatsīputrīya） - Pháp thượng bộ（Dharmottarīya） - Hiền trụ bộ（Bhadrayānīya） - Mật Lâm Sơn bộ（Sannāgarika） - Chính lượng bộ（Saṃmitīya） | - Tuyết Sơn bộ（Haimavata） - Nhất thiết hữu bộ（Sarvāstivāda） - Độc Tử bộ（Vatsīputrīya） - Pháp thượng bộ（Dharmottarīya） - Hiền trụ bộ（Bhadrayānīya） - Chính lượng bộ（Saṃmitīya） - Mật Lâm Sơn bộ（Sannāgarika） - Hóa Địa bộ（Mahīśāsaka） - Pháp Tạng bộ（Dharmaguptaka） - Ẩm Quang bộ（Kāśyapīya） - Kinh lượng bộ（Sautrāntika） |

Theo các nhà nghiên cứu hiện đại, căn cứ vào việc khảo cứu đối chiếu giữa các tài liệu Trưởng lão bộ và Đại chúng bộ, sự phân chia bộ phái của Trưởng lão bộ có thể giản hóa.
|                          |                          |                          |                          |                             |                             |                             |                             |                                  |                                  |                                  |                                  |                                              |                                              |                                              |                                              |                                              |                                              |                              |                              |                                |                                |                                |                                |                                |                                |  |  |                            |                            |                            |                            |                            |                            | Trưởng lão bộ (Sthaviravāda) |                          |                            |                            |                            |                            |                            |                            |                         |                         |                              |                              |                              |                              |                              |                              |                              |                              |                                    |                                    |                                    |                                    |                                    |                                    |                            |                            |                             |                             |                             |                             |                             |                             |                         |                         |                         |                         |  |  |  |  |  |  |  |  |  |  |  |  |  |  |  |  |  |  |  |  |  |  |  |  |  |  |  |  |  |  |  |  |  |  |  |  |  |  |  |  |  |  |  |  |  |  |  |  |
|                          |                          |                          |                          |                             |                             |                             |                             |                                  |                                  |                                  |                                  |                                              |                                              |                                              |                                              |                                              |                                              |                              |                              |                                |                                |                                |                                |                                |                                |  |  |                            |                            |                            |                            |                            |                            |                              |                          |                            |                            |                            |                            |                            |                            |                         |                         |                              |                              |                              |                              |                              |                              |                              |                              |                                    |                                    |                                    |                                    |                                    |                                    |                            |                            |                             |                             |                             |                             |                             |                             |                         |                         |                         |                         |  |  |  |  |  |  |  |  |  |  |  |  |  |  |  |  |  |  |  |  |  |  |  |  |  |  |  |  |  |  |  |  |  |  |  |  |  |  |  |  |  |  |  |  |  |  |  |  |
|                          |                          |                          |                          |                             |                             |                             |                             |                                  |                                  |                                  |                                  |                                              |                                              |                                              |                                              |                                              |                                              |                              |                              |                                |                                |                                |                                |                                |                                |  |  |                            |                            |                            |                            |                            |                            |                              |                          |                            |                            |                            |                            |                            |                            |                         |                         |                              |                              |                              |                              |                              |                              |                              |                              |                                    |                                    |                                    |                                    |                                    |                                    |                            |                            |                             |                             |                             |                             |                             |                             |                         |                         |                         |                         |  |  |  |  |  |  |  |  |  |  |  |  |  |  |  |  |  |  |  |  |  |  |  |  |  |  |  |  |  |  |  |  |  |  |  |  |  |  |  |  |  |  |  |  |  |  |  |  |
|                          |                          |                          |                          |                             |                             |                             |                             |                                  |                                  |                                  |                                  |                                              |                                              |                                              |                                              | Trưởng lão bộ (Sthaviravāda)                 | Trưởng lão bộ (Sthaviravāda)                 | Trưởng lão bộ (Sthaviravāda) | Trưởng lão bộ (Sthaviravāda) | Trưởng lão bộ (Sthaviravāda)   | Trưởng lão bộ (Sthaviravāda)   |                                |                                |                                |                                |  |  |                            |                            |                            |                            |                            |                            |                              |                          |                            |                            |                            |                            |                            |                            |                         |                         |                              |                              |                              |                              |                              |                              |                              |                              | Phân biệt thuyết bộ (Vibhajyavāda) | Phân biệt thuyết bộ (Vibhajyavāda) | Phân biệt thuyết bộ (Vibhajyavāda) | Phân biệt thuyết bộ (Vibhajyavāda) | Phân biệt thuyết bộ (Vibhajyavāda) | Phân biệt thuyết bộ (Vibhajyavāda) |                            |                            |                             |                             |                             |                             |                             |                             |                         |                         |                         |                         |  |  |  |  |  |  |  |  |  |  |  |  |  |  |  |  |  |  |  |  |  |  |  |  |  |  |  |  |  |  |  |  |  |  |  |  |  |  |  |  |  |  |  |  |  |  |  |  |
|                          |                          |                          |                          |                             |                             |                             |                             |                                  |                                  |                                  |                                  |                                              |                                              |                                              |                                              | Trưởng lão bộ (Sthaviravāda)                 | Trưởng lão bộ (Sthaviravāda)                 | Trưởng lão bộ (Sthaviravāda) | Trưởng lão bộ (Sthaviravāda) | Trưởng lão bộ (Sthaviravāda)   | Trưởng lão bộ (Sthaviravāda)   |                                |                                |                                |                                |  |  |                            |                            |                            |                            |                            |                            |                              |                          |                            |                            |                            |                            |                            |                            |                         |                         |                              |                              |                              |                              |                              |                              |                              |                              | Phân biệt thuyết bộ (Vibhajyavāda) | Phân biệt thuyết bộ (Vibhajyavāda) | Phân biệt thuyết bộ (Vibhajyavāda) | Phân biệt thuyết bộ (Vibhajyavāda) | Phân biệt thuyết bộ (Vibhajyavāda) | Phân biệt thuyết bộ (Vibhajyavāda) |                            |                            |                             |                             |                             |                             |                             |                             |                         |                         |                         |                         |  |  |  |  |  |  |  |  |  |  |  |  |  |  |  |  |  |  |  |  |  |  |  |  |  |  |  |  |  |  |  |  |  |  |  |  |  |  |  |  |  |  |  |  |  |  |  |  |
|                          |                          |                          |                          |                             |                             |                             |                             |                                  |                                  |                                  |                                  |                                              |                                              |                                              |                                              |                                              |                                              |                              |                              |                                |                                |                                |                                |                                |                                |  |  |                            |                            |                            |                            |                            |                            |                              |                          |                            |                            |                            |                            |                            |                            |                         |                         |                              |                              |                              |                              |                              |                              |                              |                              |                                    |                                    |                                    |                                    |                                    |                                    |                            |                            |                             |                             |                             |                             |                             |                             |                         |                         |                         |                         |  |  |  |  |  |  |  |  |  |  |  |  |  |  |  |  |  |  |  |  |  |  |  |  |  |  |  |  |  |  |  |  |  |  |  |  |  |  |  |  |  |  |  |  |  |  |  |  |
| Tuyết Sơn bộ (Haimavata) | Tuyết Sơn bộ (Haimavata) | Tuyết Sơn bộ (Haimavata) | Tuyết Sơn bộ (Haimavata) | Tuyết Sơn bộ (Haimavata)    | Tuyết Sơn bộ (Haimavata)    |                             |                             | Nhất thiết hữu bộ (Sarvāstivāda) | Nhất thiết hữu bộ (Sarvāstivāda) | Nhất thiết hữu bộ (Sarvāstivāda) | Nhất thiết hữu bộ (Sarvāstivāda) | Nhất thiết hữu bộ (Sarvāstivāda)             | Nhất thiết hữu bộ (Sarvāstivāda)             |                                              |                                              |                                              |                                              |                              |                              |                                |                                |                                |                                |                                |                                |  |  |                            |                            |                            |                            | Độc Tử bộ (Vatsīputrīya)   | Độc Tử bộ (Vatsīputrīya)   | Độc Tử bộ (Vatsīputrīya)     | Độc Tử bộ (Vatsīputrīya) | Độc Tử bộ (Vatsīputrīya)   | Độc Tử bộ (Vatsīputrīya)   |                            |                            | Hóa Địa bộ (Mahīśāsaka)    | Hóa Địa bộ (Mahīśāsaka)    | Hóa Địa bộ (Mahīśāsaka) | Hóa Địa bộ (Mahīśāsaka) | Hóa Địa bộ (Mahīśāsaka)      | Hóa Địa bộ (Mahīśāsaka)      |                              |                              | Pháp Tạng bộ (Dharmaguptaka) | Pháp Tạng bộ (Dharmaguptaka) | Pháp Tạng bộ (Dharmaguptaka) | Pháp Tạng bộ (Dharmaguptaka) | Pháp Tạng bộ (Dharmaguptaka)       | Pháp Tạng bộ (Dharmaguptaka)       |                                    |                                    | Đồng Diệp bộ (Tāmraśāṭīya)         | Đồng Diệp bộ (Tāmraśāṭīya)         | Đồng Diệp bộ (Tāmraśāṭīya) | Đồng Diệp bộ (Tāmraśāṭīya) | Đồng Diệp bộ (Tāmraśāṭīya)  | Đồng Diệp bộ (Tāmraśāṭīya)  |                             |                             | Ẩm Quang bộ (Kāśyapīya)     | Ẩm Quang bộ (Kāśyapīya)     | Ẩm Quang bộ (Kāśyapīya) | Ẩm Quang bộ (Kāśyapīya) | Ẩm Quang bộ (Kāśyapīya) | Ẩm Quang bộ (Kāśyapīya) |  |  |  |  |  |  |  |  |  |  |  |  |  |  |  |  |  |  |  |  |  |  |  |  |  |  |  |  |  |  |  |  |  |  |  |  |  |  |  |  |  |  |  |  |  |  |  |  |
| Tuyết Sơn bộ (Haimavata) | Tuyết Sơn bộ (Haimavata) | Tuyết Sơn bộ (Haimavata) | Tuyết Sơn bộ (Haimavata) | Tuyết Sơn bộ (Haimavata)    | Tuyết Sơn bộ (Haimavata)    |                             |                             | Nhất thiết hữu bộ (Sarvāstivāda) | Nhất thiết hữu bộ (Sarvāstivāda) | Nhất thiết hữu bộ (Sarvāstivāda) | Nhất thiết hữu bộ (Sarvāstivāda) | Nhất thiết hữu bộ (Sarvāstivāda)             | Nhất thiết hữu bộ (Sarvāstivāda)             |                                              |                                              |                                              |                                              |                              |                              |                                |                                |                                |                                |                                |                                |  |  |                            |                            |                            |                            | Độc Tử bộ (Vatsīputrīya)   | Độc Tử bộ (Vatsīputrīya)   | Độc Tử bộ (Vatsīputrīya)     | Độc Tử bộ (Vatsīputrīya) | Độc Tử bộ (Vatsīputrīya)   | Độc Tử bộ (Vatsīputrīya)   |                            |                            | Hóa Địa bộ (Mahīśāsaka)    | Hóa Địa bộ (Mahīśāsaka)    | Hóa Địa bộ (Mahīśāsaka) | Hóa Địa bộ (Mahīśāsaka) | Hóa Địa bộ (Mahīśāsaka)      | Hóa Địa bộ (Mahīśāsaka)      |                              |                              | Pháp Tạng bộ (Dharmaguptaka) | Pháp Tạng bộ (Dharmaguptaka) | Pháp Tạng bộ (Dharmaguptaka) | Pháp Tạng bộ (Dharmaguptaka) | Pháp Tạng bộ (Dharmaguptaka)       | Pháp Tạng bộ (Dharmaguptaka)       |                                    |                                    | Đồng Diệp bộ (Tāmraśāṭīya)         | Đồng Diệp bộ (Tāmraśāṭīya)         | Đồng Diệp bộ (Tāmraśāṭīya) | Đồng Diệp bộ (Tāmraśāṭīya) | Đồng Diệp bộ (Tāmraśāṭīya)  | Đồng Diệp bộ (Tāmraśāṭīya)  |                             |                             | Ẩm Quang bộ (Kāśyapīya)     | Ẩm Quang bộ (Kāśyapīya)     | Ẩm Quang bộ (Kāśyapīya) | Ẩm Quang bộ (Kāśyapīya) | Ẩm Quang bộ (Kāśyapīya) | Ẩm Quang bộ (Kāśyapīya) |  |  |  |  |  |  |  |  |  |  |  |  |  |  |  |  |  |  |  |  |  |  |  |  |  |  |  |  |  |  |  |  |  |  |  |  |  |  |  |  |  |  |  |  |  |  |  |  |
|                          |                          |                          |                          |                             |                             |                             |                             |                                  |                                  |                                  |                                  |                                              |                                              |                                              |                                              |                                              |                                              |                              |                              |                                |                                |                                |                                |                                |                                |  |  |                            |                            |                            |                            |                            |                            |                              |                          |                            |                            |                            |                            |                            |                            |                         |                         |                              |                              |                              |                              |                              |                              |                              |                              |                                    |                                    |                                    |                                    |                                    |                                    |                            |                            |                             |                             |                             |                             |                             |                             |                         |                         |                         |                         |  |  |  |  |  |  |  |  |  |  |  |  |  |  |  |  |  |  |  |  |  |  |  |  |  |  |  |  |  |  |  |  |  |  |  |  |  |  |  |  |  |  |  |  |  |  |  |  |
|                          |                          |                          |                          | Kinh lượng bộ (Sautrāntika) | Kinh lượng bộ (Sautrāntika) | Kinh lượng bộ (Sautrāntika) | Kinh lượng bộ (Sautrāntika) | Kinh lượng bộ (Sautrāntika)      | Kinh lượng bộ (Sautrāntika)      |                                  |                                  | Căn bản Nhất thiết hữu bộ (Mūlasarvāstivāda) | Căn bản Nhất thiết hữu bộ (Mūlasarvāstivāda) | Căn bản Nhất thiết hữu bộ (Mūlasarvāstivāda) | Căn bản Nhất thiết hữu bộ (Mūlasarvāstivāda) | Căn bản Nhất thiết hữu bộ (Mūlasarvāstivāda) | Căn bản Nhất thiết hữu bộ (Mūlasarvāstivāda) |                              |                              | Pháp thượng bộ (Dharmottarīya) | Pháp thượng bộ (Dharmottarīya) | Pháp thượng bộ (Dharmottarīya) | Pháp thượng bộ (Dharmottarīya) | Pháp thượng bộ (Dharmottarīya) | Pháp thượng bộ (Dharmottarīya) |  |  | Hiền trụ bộ (Bhadrayānīya) | Hiền trụ bộ (Bhadrayānīya) | Hiền trụ bộ (Bhadrayānīya) | Hiền trụ bộ (Bhadrayānīya) | Hiền trụ bộ (Bhadrayānīya) | Hiền trụ bộ (Bhadrayānīya) |                              |                          | Chính lượng bộ (Saṃmitīya) | Chính lượng bộ (Saṃmitīya) | Chính lượng bộ (Saṃmitīya) | Chính lượng bộ (Saṃmitīya) | Chính lượng bộ (Saṃmitīya) | Chính lượng bộ (Saṃmitīya) |                         |                         | Mật Lâm Sơn bộ (Sannāgarika) | Mật Lâm Sơn bộ (Sannāgarika) | Mật Lâm Sơn bộ (Sannāgarika) | Mật Lâm Sơn bộ (Sannāgarika) | Mật Lâm Sơn bộ (Sannāgarika) | Mật Lâm Sơn bộ (Sannāgarika) |                              |                              | Đại tự phái (Mahāvihāra)           | Đại tự phái (Mahāvihāra)           | Đại tự phái (Mahāvihāra)           | Đại tự phái (Mahāvihāra)           | Đại tự phái (Mahāvihāra)           | Đại tự phái (Mahāvihāra)           |                            |                            | Vô Úy Sơn phái (Abhayagiri) | Vô Úy Sơn phái (Abhayagiri) | Vô Úy Sơn phái (Abhayagiri) | Vô Úy Sơn phái (Abhayagiri) | Vô Úy Sơn phái (Abhayagiri) | Vô Úy Sơn phái (Abhayagiri) |                         |                         |                         |                         |  |  |  |  |  |  |  |  |  |  |  |  |  |  |  |  |  |  |  |  |  |  |  |  |  |  |  |  |  |  |  |  |  |  |  |  |  |  |  |  |  |  |  |  |  |  |  |  |
|                          |                          |                          |                          | Kinh lượng bộ (Sautrāntika) | Kinh lượng bộ (Sautrāntika) | Kinh lượng bộ (Sautrāntika) | Kinh lượng bộ (Sautrāntika) | Kinh lượng bộ (Sautrāntika)      | Kinh lượng bộ (Sautrāntika)      |                                  |                                  | Căn bản Nhất thiết hữu bộ (Mūlasarvāstivāda) | Căn bản Nhất thiết hữu bộ (Mūlasarvāstivāda) | Căn bản Nhất thiết hữu bộ (Mūlasarvāstivāda) | Căn bản Nhất thiết hữu bộ (Mūlasarvāstivāda) | Căn bản Nhất thiết hữu bộ (Mūlasarvāstivāda) | Căn bản Nhất thiết hữu bộ (Mūlasarvāstivāda) |                              |                              | Pháp thượng bộ (Dharmottarīya) | Pháp thượng bộ (Dharmottarīya) | Pháp thượng bộ (Dharmottarīya) | Pháp thượng bộ (Dharmottarīya) | Pháp thượng bộ (Dharmottarīya) | Pháp thượng bộ (Dharmottarīya) |  |  | Hiền trụ bộ (Bhadrayānīya) | Hiền trụ bộ (Bhadrayānīya) | Hiền trụ bộ (Bhadrayānīya) | Hiền trụ bộ (Bhadrayānīya) | Hiền trụ bộ (Bhadrayānīya) | Hiền trụ bộ (Bhadrayānīya) |                              |                          | Chính lượng bộ (Saṃmitīya) | Chính lượng bộ (Saṃmitīya) | Chính lượng bộ (Saṃmitīya) | Chính lượng bộ (Saṃmitīya) | Chính lượng bộ (Saṃmitīya) | Chính lượng bộ (Saṃmitīya) |                         |                         | Mật Lâm Sơn bộ (Sannāgarika) | Mật Lâm Sơn bộ (Sannāgarika) | Mật Lâm Sơn bộ (Sannāgarika) | Mật Lâm Sơn bộ (Sannāgarika) | Mật Lâm Sơn bộ (Sannāgarika) | Mật Lâm Sơn bộ (Sannāgarika) |                              |                              | Đại tự phái (Mahāvihāra)           | Đại tự phái (Mahāvihāra)           | Đại tự phái (Mahāvihāra)           | Đại tự phái (Mahāvihāra)           | Đại tự phái (Mahāvihāra)           | Đại tự phái (Mahāvihāra)           |                            |                            | Vô Úy Sơn phái (Abhayagiri) | Vô Úy Sơn phái (Abhayagiri) | Vô Úy Sơn phái (Abhayagiri) | Vô Úy Sơn phái (Abhayagiri) | Vô Úy Sơn phái (Abhayagiri) | Vô Úy Sơn phái (Abhayagiri) |                         |                         |                         |                         |  |  |  |  |  |  |  |  |  |  |  |  |  |  |  |  |  |  |  |  |  |  |  |  |  |  |  |  |  |  |  |  |  |  |  |  |  |  |  |  |  |  |  |  |  |  |  |  |
|                          |                          |                          |                          |                             |                             |                             |                             |                                  |                                  |                                  |                                  |                                              |                                              |                                              |                                              |                                              |                                              |                              |                              |                                |                                |                                |                                |                                |                                |  |  |                            |                            |                            |                            |                            |                            |                              |                          |                            |                            |                            |                            |                            |                            |                         |                         |                              |                              |                              |                              |                              |                              |                              |                              | Thượng tọa bộ (Theravāda)          | Thượng tọa bộ (Theravāda)          | Thượng tọa bộ (Theravāda)          | Thượng tọa bộ (Theravāda)          | Thượng tọa bộ (Theravāda)          | Thượng tọa bộ (Theravāda)          |                            |                            | Kỳ viên phái (Jetavana)     | Kỳ viên phái (Jetavana)     | Kỳ viên phái (Jetavana)     | Kỳ viên phái (Jetavana)     | Kỳ viên phái (Jetavana)     | Kỳ viên phái (Jetavana)     |                         |                         |                         |                         |  |  |  |  |  |  |  |  |  |  |  |  |  |  |  |  |  |  |  |  |  |  |  |  |  |  |  |  |  |  |  |  |  |  |  |  |  |  |  |  |  |  |  |  |  |  |  |  |

## Liên hệ đến Theravāda
Truyền thống Theravāda của ở Sri Lanka và Đông Nam Á đã tự nhận mình có nguồn gốc trực tiếp từ Trưởng lão bộ, vì từ "thera" trong tiếng Pali tương đương với "sthavira" trong tiếng Phạn. Điều này đã làm cho các nhà sử học phương Tây ban đầu nhầm lẫn và cho rằng hai trường phái này là giống hệt nhau. Tuy nhiên, theo học giả Damien Keown, qua các khảo cứu hiện đại, không có bằng chứng lịch sử nào cho thấy hệ phái Theravada đã phát sinh cho đến khoảng hai thế kỷ sau cuộc đại phân ly xảy ra sau Đại hội kết tập lần thứ ba. Vào thời điểm đó, Trưởng lão bộ đã bị phân chia thành nhiều bộ phái nhỏ hơn. Chỉ đến vào thế kỷ thứ IV, qua biên niên sử Dīpavaṃsa (Đảo sử), các tăng sĩ Mahāvihāra ở Sri Lanka đã bắt đầu cố gắng xác định nguồn gốc kết nối của mình với Trưởng lão bộ. Theo học giả Bhante Sujato, mối liên hệ này thực chất xác định Trưởng lão bộ (Sthaviravāda) là nguồn gốc của một nhóm các bộ phái liên quan, một trong số đó là Thượng tọa bộ (Theravāda).